# Beni Znassen

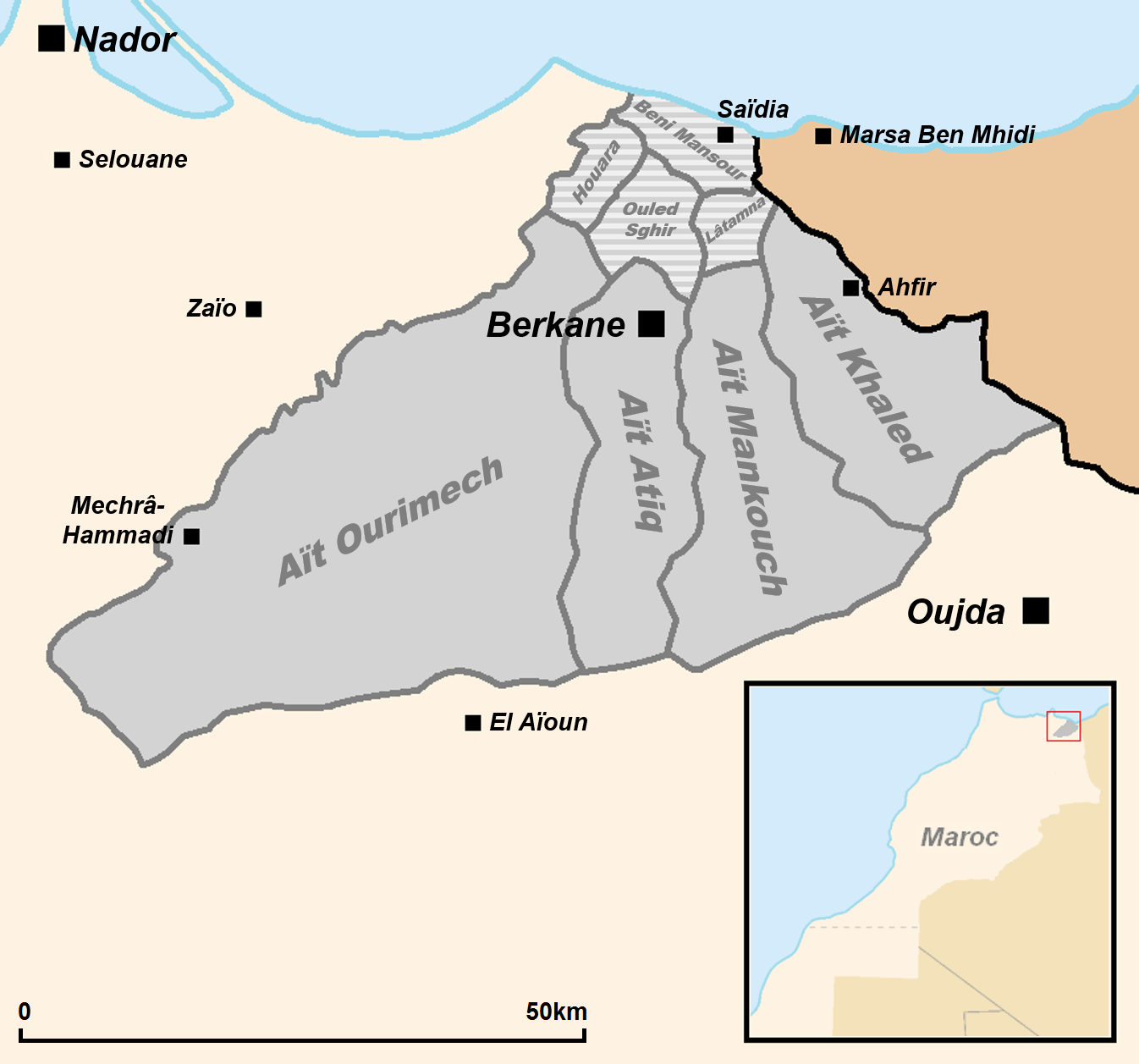
Mapa de las tribus de Ait Iznassen

Los Beni Znassen, Beni Snassen o Iznassen o Yat Iznassen (en árabe: بني يزناسن o يزناسن o زناسنة, en tifinag: ⵢⴰⵜ ⵉⵣⵏⴰⵙⵙⵏ o ⵉⵣⵏⴰⵙⵙⵏ) es una tribu originaria del Rif. Los Beni Iznassen son medio millón de personas.

## Etimología
Todas las tribus cuyo nombre comienza con "Ait" son de origen amazigh. En las lenguas bereberes de los sanhayas, masmudas y zenatas, "los hijos" se llaman "Ait", "At" o "Ag". Znassen en las lenguas zenati es el plural de "Znass" que se compone de "Zn" que significa "Enviar" y "Ass" que significa "El día". Ait Znassen significa literalmente "Los hijos de los que envían (durante) el día" o "Los hijos que envían (durante) el día".

## Historia
La tribu Iznassen o Yat Iznassen (en tifinag: ⵉⵣⵏⴰⵙⵙⵏ) (en árabe: يزناسن) es una tribu originaria del oriental. Es una tribu que se compone de varias tribus a su vez divididas en varias tribus. Estas tribus son principalmente bereberes pero contienen fracciones árabes (árabe-bereberes).
La tribu Iznassen es genéticamente una tribu predominantemente bereber pero culturalmente predominantemente árabe. Como la mayoría de las tribus bereberes del norte de África, esta tribu ha estado sujeta a una fuerte arabización y muchos bereberes genéticamente ya no hablan bereber.
Los At Iznassen se dividen en 4 tribus :
- Beni Khaled
- Beni Menqouch
- Beni 'Atiq
- Beni Ourimech

## Los conflictos entre los Iznassen y Francia
Los primeros conflictos entre los iznassen y Francia comenzaron en 1844 cuando la tribu bereber de Iznassen fue enviada por el sultán árabe alauita Mohammed IV (Mohammed ben Abderrahmane) para apoyar la revuelta armada del emir Abd-el-Kader en su Lucha contra la presencia colonial europea en el norte de África. Esta iniciativa provocó los bombardeos de Tánger y Mogador y obligó al sultán alauita a retirar sus tropas para evitar que otras ciudades fueran bombardeadas.
Bombardeo de Tánger (martes 6 de agosto de 1844).
Fuerzas presentes Francia:
• Flota de 28 barcos
• Mil hombres
• 105 cañones
Bajas Francia:
• 3 muertos
• 17 heridos Marruecos
• 150 muertos
• 400 heridos
• Varias baterías y fortificaciones destruidas
Bombardeo de Mogador (jueves 15 de agosto de 1844 y viernes del 16 de agosto de 1844).
Fuerzas presentes en Francia:
• 15 barcos
• 1200 hombres
• Varios cientos de artilleros en la ciudad
• 320 hombres en la isla (Islote de Mogador o Île de Mogador)
• 76 cañones en la ciudad
• 24 cañones en la isla Bajas:
 Francia
• 14 muertos
• 64 heridos Marruecos
• Al menos 200 muertos
• 160 prisioneros
Este conflicto militar se solidificó con la retirada de las bandas armadas marroquíes, la batalla de Isly y la firma del Tratado de Tánger que comprometió a Marruecos a reconocer la legitimidad de la Argelia francesa y no ya no apoyan al Emir Abd-el-Kader.
Batalla de Isly (miércoles 14 de agosto de 1844)
Fuerzas presentes Francia:
• 8500 infantes 
• 1400 caballería 
• 400 auxiliares
 Fuerzas presentes Bajas: 
• 27 muertos 
• 99 heridos 
Marruecos: 
• 45 000 hombres Bajas 
• 800 muertos.
Quince años después, en 1859, bajo la influencia de los señores de la guerra locales, la tribu Iznassen decidió volver a atacar masivamente la presencia colonial francesa en Argelia. Esta iniciativa provocó una gran expedición militar francesa a su territorio encabezada por Edmond de Martimprey. Esta expedición tuvo que sufrir aún una grave epidemia de cólera que causó nada menos que 2000 muertes. En 1907, las tropas francesas de Hubert Lyautey entraron en masa en Marruecos. En 1908, el propio Hubert Lyautey construyó una aldea en el Rif oriental, en el territorio de la tribu Iznassen, cerca de Wadi Kiss, a la que llamó Martimprey-du-Kiss, en honor al general francés Edmond de Martimprey que, según él, fue el primero en luchar en este territorio. Cuando Marruecos obtuvo la independencia en 1956, Martimprey-du-Kiss pasó a llamarse Ahfir. Este nombre significa "agujero" en una forma de árabe bereberizado y hace referencia a la cantera de piedra que se explotaba en este pueblo. 
El sábado 30 de marzo de 1912 se estableció el protectorado francés sobre todo Marruecos mediante el Tratado de Fez. Ocho meses después, el miércoles 27 de noviembre de 1912, mediante el Convenio de Madrid, Francia cedió a España parte del Rif marroquí que pasó a ser protectorado español pero mantuvo el puerto de Tánger y Martimprey-du-Kiss bajo protectorado francés. 
En 1921, Mohammed ben Abdelkrim el-Khattabi (conocido como Abdelkrim), un señor de la guerra del Rif central (tribu Ayt Ouriaghel) declaró la creación de una república islámica del Rif y comenzó a animar a las tribus indígenas a luchar contra la presencia colonial europea. Muchas otras tribus rifeñas le juraron lealtad, hasta el punto de que su república se extendió a todas las tribus del protectorado español además de las tribus Fahsia (región de Tánger) e Iznassen (región de Berkane). Tánger y Berkane también se mencionan en el himno nacional rifeño. 
En mayo de 1926 se lanzó una ofensiva militar española sobre la capital de la República, Ajdir. Abdelkrim decide rendirse con la condición de que cesen los bombardeos con armas químicas sobre las poblaciones. El 27 de mayo de 1926, día de la rendición, se administró la República del Rif.

## Ciudades
Las principales ciudades de los Beni Znassen son las siguientes:
- Beni Drar (بني درار)
- 'Ain Sfa (عين صفا)
- Beni Khaled (بني خالد)
- Bsara (لبصرة)
- Ahfir (احفير)
- Aghbal (اغبال)
- 'Aichoun (عيشون)
- 'Ain Reggada (عين ركادة)
- Lemris (لمريس)
- Fezouane (فزوان)
- Berkane (بركان)
- Madagh (مداغ)
- Chara'a (شراعة)
- Aklim (اكليم)
- Zegzel (زكزل)
- Tafoughalt (تفوغالت)